# 하이 시에라 (영화)
하이 시에라(High Sierra)는 미국에서 제작된 라울 월쉬 감독의 1941년 범죄, 드라마 영화이다. 버넷의 소설에 기반을 둔다. 이다 루피노 등이 주연으로 출연하였다.

## 출연

### 주연
- 이다 루피노
- 험프리 보가트
- 앨런 커티스
- 아서 케네디
- 조안 레슬리

### 조연
- 헨리 헐
- 헨리 트래버스
- 제롬 코원
- 미나 곰벨
- 바톤 맥레인
- 엘리자베스 리스던
- 코넬 와일드
- 도널드 맥브라이드
- 폴 하비
- 이사벨 주얼
- 윌리 베스트
- 스펜서 차터스
- 조지 미커
- 로버트 스트레인지
- 존 엘드레지
- 샘 헤이즈

## 제작진
- 원작자: W.R. 버넷
- 협력프로듀서: 마크 헬링거
- 의상: 밀로 앤더슨